# Silvestrus seminudus
Silvestrus seminudus är en mångfotingart som beskrevs av Jones 1937. Silvestrus seminudus ingår i släktet Silvestrus och familjen penseldubbelfotingar. Inga underarter finns listade i Catalogue of Life.